# جاگودنجا
جاگودنجا (به صربی: Jagodnja) یک کوه در صربستان است که در Krupanj واقع شده‌است. جاگودنجا ۹۳۹ متر بالاتر از سطح دریا واقع شده‌است.